# Gelidocalamus tessellatus
Gelidocalamus tessellatus är en gräsart som beskrevs av Tai Hui Wen och Chao Chien Chang. Gelidocalamus tessellatus ingår i släktet Gelidocalamus och familjen gräs. Inga underarter finns listade i Catalogue of Life.